# Балкененде, Ян Петер
Ян Петер Балкененде (нидерл. Jan Peter Balkenende; род. 7 мая 1956, Бизелинге, Зеландия) — нидерландский государственный и политический деятель.

## Ранняя карьера
Балкененде изучал юриспруденцию и историю в Свободном университете Амстердама. В 1992 году защитил докторскую диссертацию. С 1982 по 1984 год был юристом в Совете голландских университетов. Затем до 1998 года работал в научном институте политической партии Христианско-демократический призыв (ХДП), которую впоследствии (1 октября 2001 года) возглавил. В 2002 году он как лидер победившей партии ХДП впервые стал премьер-министром. На выборах 2006 года ХДП вновь получила наибольшее число голосов. И через 3 месяца — в минувшем феврале Балкененде снова возглавил кабинет, который составили представители трёх партий: ХДП, Партии труда и Христианского союза. 9 февраля 2007 года королева Беатрикс поручила Балкененде сформировать новое правительство Нидерландов.

## Премьер-министр Нидерландов

### Первый кабинет Балкененде
В результате парламентских выборов в мае 2002 года, Христианско-демократический призыв восстановил свой статус самой большой партии в парламенте, утерянный ей в 1994 году. Предвыборная кампания была омрачена трагическими событиями. 6 мая 2002 года левый экстремист застрелил крайне правого политика Пима Фортёйна, партия которого имела шансы на победу на выборах. На выборах 15 мая CDA неожиданно заняла первое место, партия убитого Фортёйна «Список Пима Фортёйна» второе и либеральная Народная партия за свободу и демократию третье. 22 июля 2002 года Христианско-демократический призыв сформировал коалиционное правительство с участием Народной партии за свободу и демократию и «Списка Пима Фортёйна», и Балкененде стал премьер-министром. Острые разногласия оставшихся без своего лидера сторонников Фортёйна привели к падению кабинета всего через 86 дней.

### Второй и третий кабинет Балкененде
После выборов в начале 2003 года Балкененде сформировал свой второй кабинет: коалицию Христианско-демократического призыва, Народной партии за свободу и демократию и прогрессивно-либеральной партии «Демократы 66». 30 июня 2006 года партия «Демократы 66» покинула коалицию в качестве протеста против строгой иммиграционной политики министра интеграции и иммиграции Риты Вердонк, представительницы Народной партии за свободу и демократию. Балкененде подал в отставку, но уже через неделю сформировал временное правительство из представителей Христианско-демократического призыва и Народной партии за свободу и демократию, не имевшее большинства в парламенте. Этот кабинет находился у власти вплоть до формирования нового правительства 22 февраля 2007 года. Рита Вердонк сохранила в третьем кабинете Балкененде свой пост.

### Четвёртый кабинет Балкененде
В результате парламентских выборов в ноябре 2006 года партия Христианско-демократический призыв вновь образовала самую большой фракцию в парламенте. 9 февраля 2007 года королева Беатрикс поручила Балкененде сформировать новое правительство Нидерландов. Новый кабинет был приведён к присяге 22 февраля 2007 года, и его девизом стало «Вместе работать, жить сообща». Кабинет представляет собой большую коалицию двух ведущих политических сил в стране — христианских демократов и Партии труда, а также небольшой центристской партии Христианский Союз. Заместителями Балкененде в правительстве стали лидер Партии труда Ваутер Бос и лидер Христианского Союза Андре Раувут.
В условиях экономического кризиса кабинет Балкененде предпринял шаги по стабилизации бюджета и сокращению государственных расходов. Так, в ежегодной тронной речи от 17 сентября 2009 года было объявлено о планах правительства по увеличению пенсионного возраста в стране с 65 до 67 лет. Также правительством были предприняты шаги по ограничению бонусных выплат топ-менеджменту в частном секторе. Правительство совместно с национальной ассоциацией банков разработало новое законодательство, устанавливающее верхний предел выплат членам советов директоров и других руководящих структур банков и других финансовых кредитных институтов. Новые нормы оплаты вступили в силу с января 2010 года.
20 февраля 2010 года четвёртый кабинет министров Яна-Петера Балкененде распался из-за разногласий членов коалиции по поводу участия нидерландских войск в антитеррористической операции в Афганистане. Лидер Партии труда Ваутер Бос выступил за скорейший вывод всех нидерландских войск из Афганистана, тогда как Ян-Петер Балкененде настаивал на продолжении мандата в Афганистане, который истекает в августе 2010 года. В феврале 2010 года в Афганистане находились 1900 нидерландских солдат.
Новые выборы состоялись 9 июня. ХДП потерпел тяжёлое поражение, заняв четвёртое место. На другой день Балкененде объявил о завершении политической карьеры.